# Medan
Pour l’article homonyme, voir Médan (Yvelines).
Pour les articles homonymes, voir Médan.
Medan (chinois : 棉兰 mián lán) est une ville d'Indonésie dans le Nord de l'île de Sumatra. C'est la capitale de la province de Sumatra du Nord. Elle a le statut de kota.
L'agglomération de Medan avait une population de 4,3 millions d'habitants en 2014.
La ville est le siège de l'archidiocèse de Medan.

## Histoire
Selon la tradition, le village de Kampung Medan est fondé par un certain Guru Patimpus en 1590, au confluent des rivières Deli et Babura.
Si on en croit les journaux des marchands portugais au XVIe siècle, le nom de Medan serait un dérivé de l'arabe al-medina, Médine, ville sainte d'Arabie séoudite. Le mot "medan" signifie aussi "champ" en Indonésien et dans diverses langues malaisiennes.
Les premiers habitants de Medan étaient des Bataks. Ce n'est que quand le sultan Iskandar Muda d'Aceh y détache un représentant, Khoja Bintan, que le sultanat de Deli prend de l'importance.

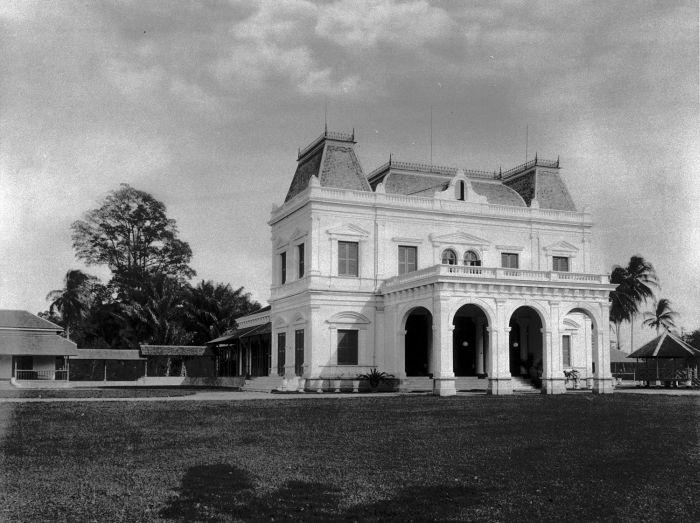
La demeure du résident de l'Oostkust (vers 1920).

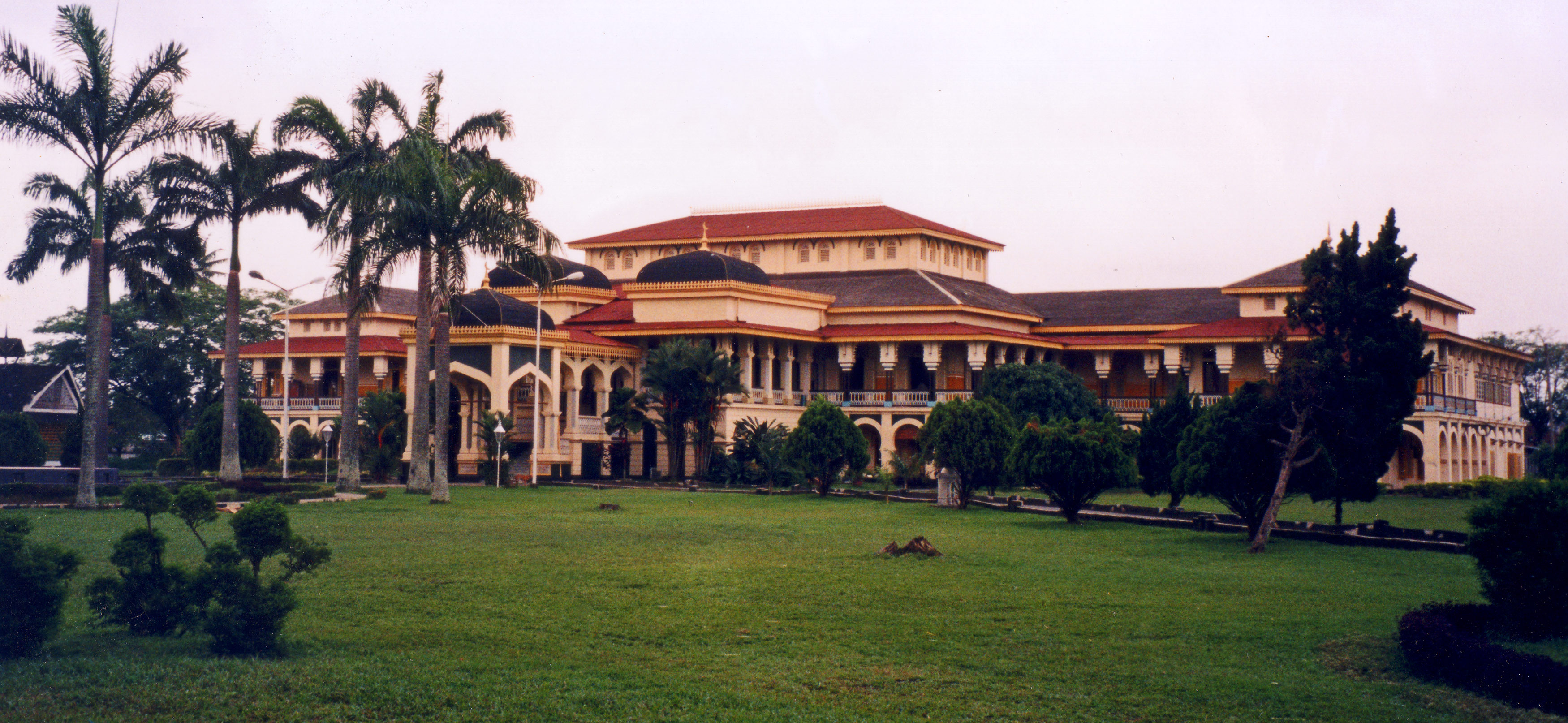
Le palais Maimun à Medan.

Medan ne connaît pas de développement significatif avant 1860, lorsque les Hollandais commencent à développer des plantations de tabac dans la région. Medan devient alors rapidement un important centre économique.
En 1915, Medan est élevée au rang de capitale l' Oostkust ("côte orientale" de Sumatra). Elle acquiert le statut de gemeente (municipalité) en 1918.

## Population

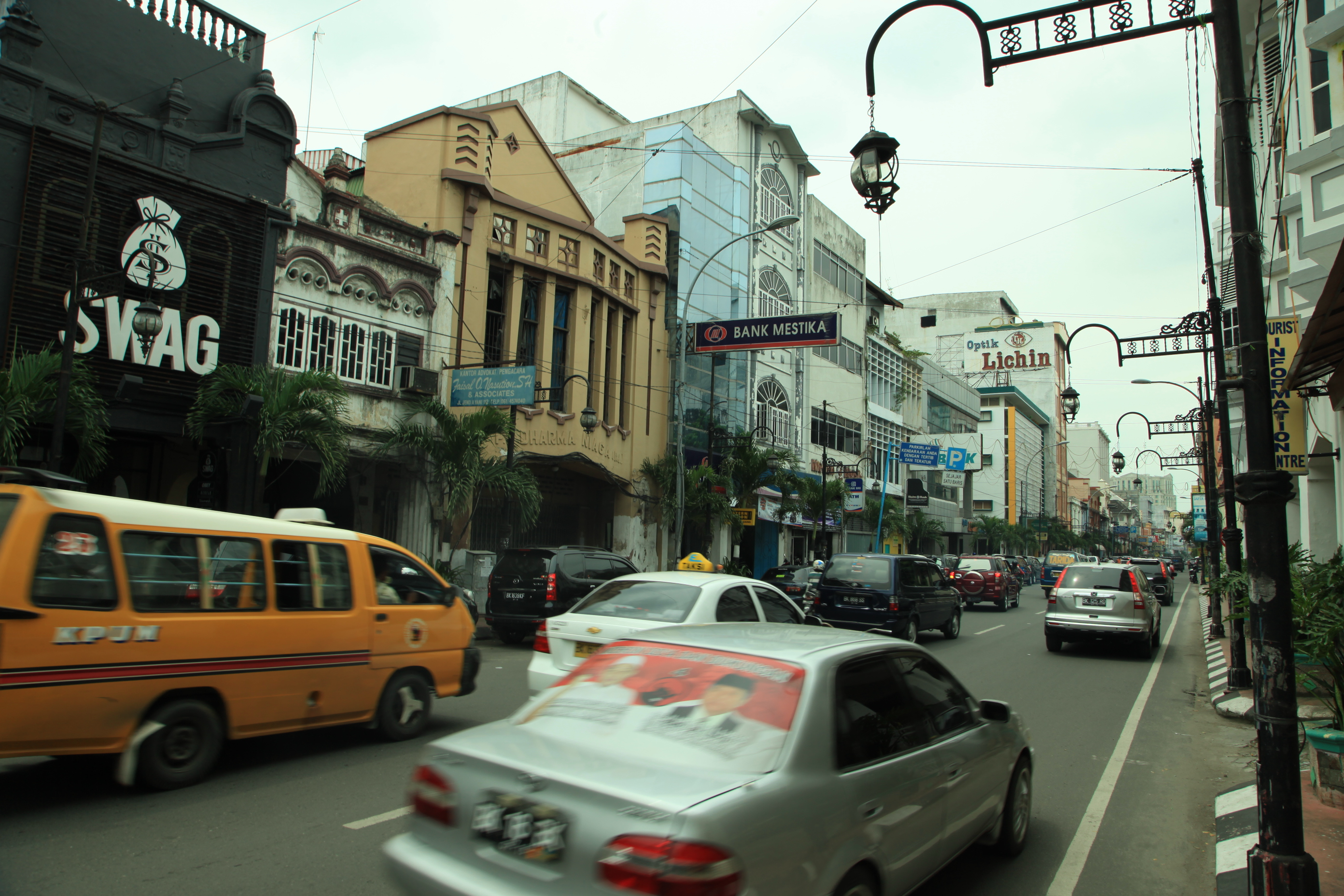
Le quartier de Kesawan.

Medan est la quatrième ville  d'Indonésie après Jakarta, Bandung et Surabaya, avec environ 2,5 millions d'habitants. La plupart de la population s'étend en dehors des limites de la ville, essentiellement dans la Kabupaten de Dali Serbang. La métropole de Médan (Wilayah Metropolitan Medan) compte 4,144,583 habitants en 2010.
| Division administrative   | Superficie (km²) | Population (Recensement de 2010) | Population (Estimation de 2014) | Densité (/km²) |
| ------------------------- | ---------------- | -------------------------------- | ------------------------------- | -------------- |
| Medan (Ville)             | 265.10           | 2,109,330                        | 2,185,789                       | 8,245          |
| Binjai (Ville)            | 90.24            | 246,010                          | 256,502                         | 2,842          |
| Kabupaten de Deli Serdang | 2,384.62         | 1,789,243                        | 1,865,695                       | 782.3          |
| Grand Medan               | 2,739.96         | 4,144,583                        | 4,307,986                       | 1,572.2        |

La population en 2010 est composée de 30,03 % Javanais, 20,43 % de Bataks (Toba, Simalungun, et Pak-pak), 18,27 % de Chinois, 9,36 % de Mandailing, 8,01 % de Malais, 5,86 % de Minangkabau, 4,82 % de Karo, et 1,22 % d'Indiens. Depuis l'indépendance Indonésienne, les Javanais ont remplacé les Chinois en tant que plus grande communauté de Medan, en partie à cause de la politique de migration du gouvernement indonésien ("Transmigrasi")
| Ethnie      | Pourcentage |
| ----------- | ----------- |
| Javanis     | 30.03       |
| Bataks      | 20.43       |
| Chinois     | 18.27       |
| Mandailing  | 9.36        |
| Malais      | 8.01        |
| Minangkabau | 5.68        |
| Karo        | 4.82        |
| Indiens     | 1.22        |

## Administration
Medan est divisée en 21 kecamatan (voir ci-dessous), eux-mêmes divisés en 151 villages ou kelurahan,:
- Medan Amplas
- Medan Area
- West Medan
- Medan Baru
- Medan Belawan
- Medan Deli
- Medan Denai
- Medan Helvetia
- Medan Johor
- Medan Kota
- Medan Labuhan
- Medan Maimun
- Medan Marelan
- Medan Perjuangan
- Medan Petisah
- Medan Polonia
- Medan Selayang
- Medan Sunggal
- Medan Tembung
- East Medan
- Medan Tuntungan

## Transport

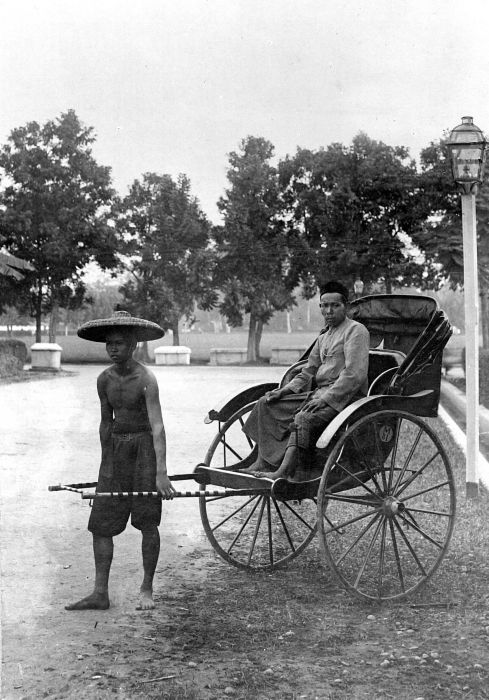
Rickshaw à Medan à l'époque coloniale.

Medan est la porte d'entrée internationale de Sumatra. À la suite du tremblement de terre et du raz-de-marée du 26 décembre 2004, son aéroport a été le principal point d'accueil de l'aide internationale.
La ville est sillonnée par les becaks, que l'on trouve partout. Ils sont motorisés et leurs tarifs se négocient à chaque course.

### Train

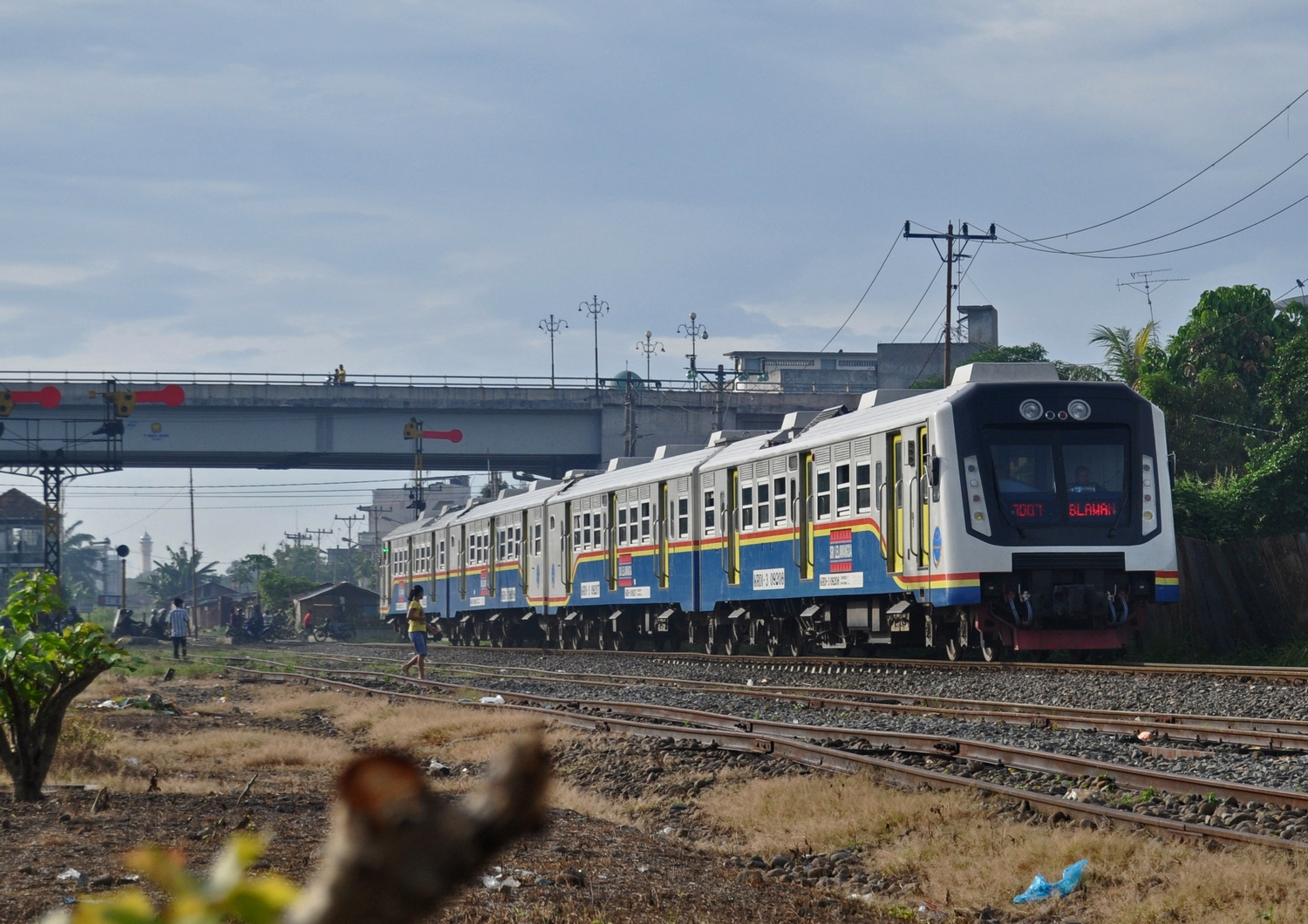
Le train de banlieue "Sri Lelawangsa" en gare de Pulu Brayan à Medan.

Le train relie Medan à Binjai et Tanjungpura au nord ouest, le port de Belawan au nord, et Tebing Tinggi et Pematang Siantar au sud est.

### Port

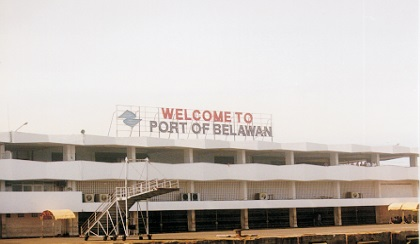
Port de Belawan.

Le Port de Belawan (Pelabuhan Belawan) est le port principal de Medan, situé sur la côte Nord-Est de Sumatra, à environ 19 kilomètres au nord de la ville de Medan.
Le port a été construit en 1890 pour favoriser le commerce du tabac. Le port s'est agrandi en 1907, avec une nouvelle section dévolue aux commerçants indigènes et Chinois. En 1938, c'est un port majeur de la colonie néerlandaise. Il connait une brève période de déclin au moment de l'indépendance, mais retrouve son essor à partir des années 1960.
Il y a deux terminaux sur le port, un destiné au transport de passagers et au Ferry pour Penang et Langkawi, et l'autre destiné à l'import-export et aux activités commerciales, appelé "Belawan International Container Terminal" (BICT).

### Aéroport
Le nouvel aéroport international de Kuala Namu a été inauguré le 25 juillet 2013. Il remplace l'ancien aéroport Polonia, situé en pleine ville. C'est le second aéroport du pays, après l'aéroport Soekarno-Hatta de Jakarta, avec un terminal de 224 298 m2, et actuellement le seul aéroport relié par rail au centre-ville par la société PT Railink). C'est un hub pour Garuda Indonesia, Indonesia AirAsia, Lion Air, Susi Air et Wings Air,et propose de nombreux vols directs vers les grandes villes du pays comme des destinations internationales (Penang, Singapour, Kuala Lumpur, Bangkok ou Djeddah.

## Culture

### Architecture

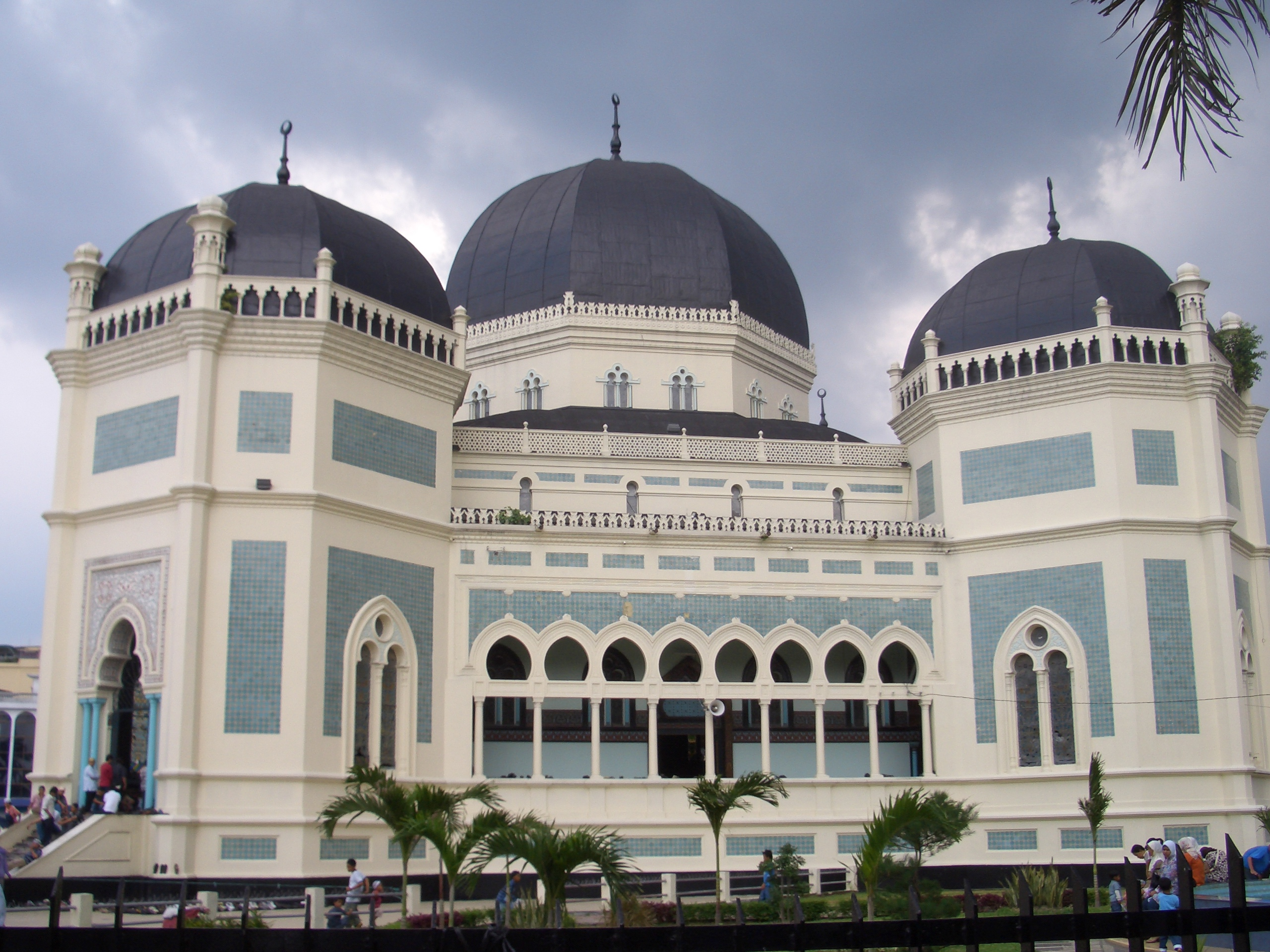
La grande mosquée de Medan.

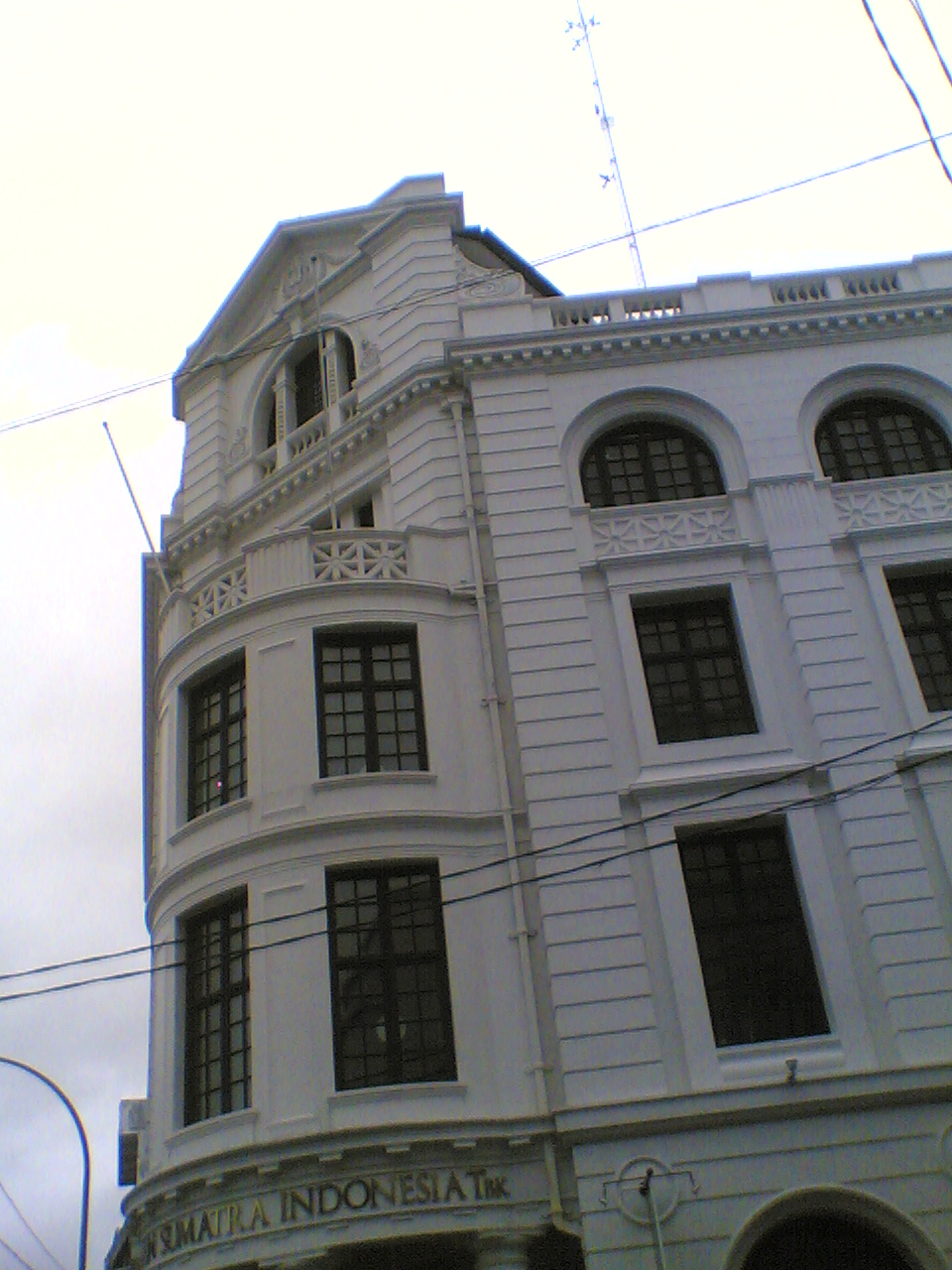
L'immeuble de la société de plantations London Sumatra.

Parmi les constructions appartenant au passé de Medan, on trouve notamment le Palais Maimun (Istana Maimun), résidence du sultan de Deli, et la Grande Mosquée (Masjid Raya), construite en 1906.
Il reste de nombreux bâtiments avec une architecture hollandaise à Medan, dont l'ancien hôtel de ville, la poste centrale, le château d'eau, qui est le symbole de Medan, et le Titi Gantung (un pont sur la voie ferrée).

## Sport
La ville compte 5 clubs de football: PSMS Medan, Medan Jaya, Medan Chiefs, Bintang PSMS et Medan United; ainsi qu'un club de basketball appelé Angsapura Sania'.
Medan possède un grand stade, le Stade Teladan, essentiellement dévolu au football, et hébergeant le PSMS Medan.

## Personnalités
- Veronica Koman, y est née en 1988.

## Jumelages
- Ichikawa (Japon)
- George Town (Malaisie)
- Chengdu (Chine)
- Gwangju (Corée du Sud)

## Galerie

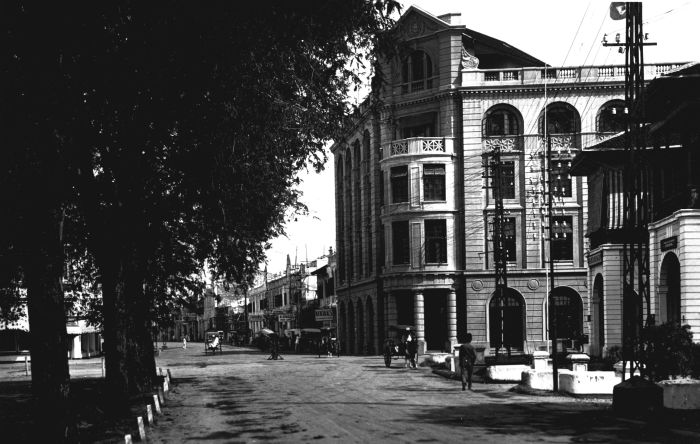
Rue Kesawan en 1910.
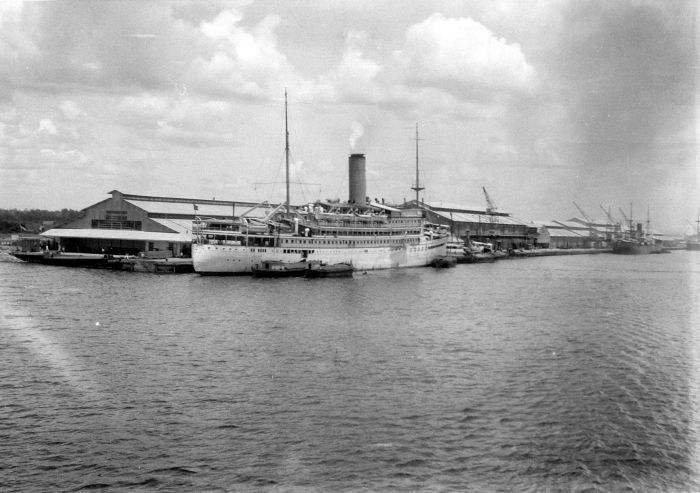
Le port de Belawan en 1929.
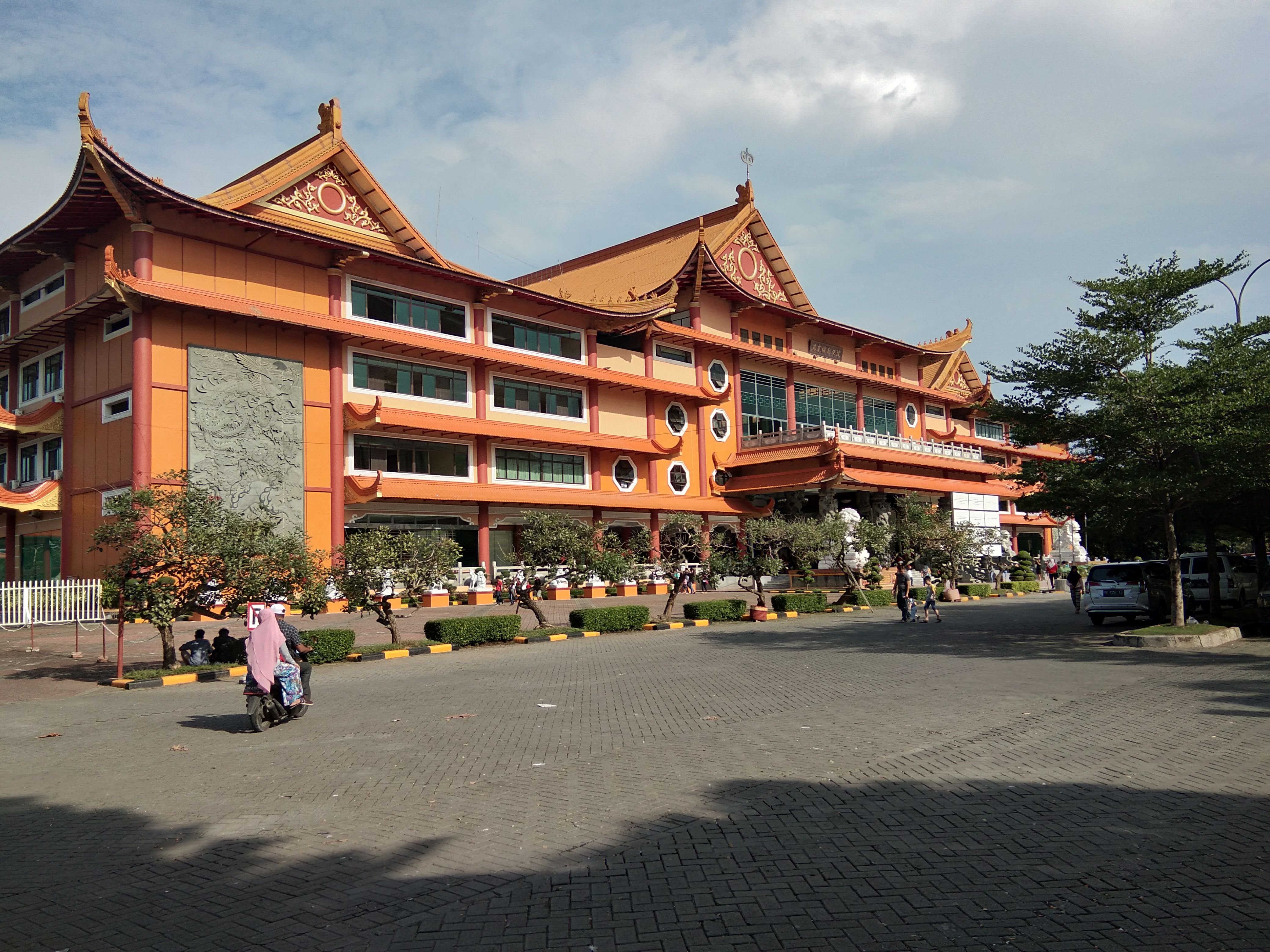
Le temple bouddhiste Maha Vihara Maitreya.
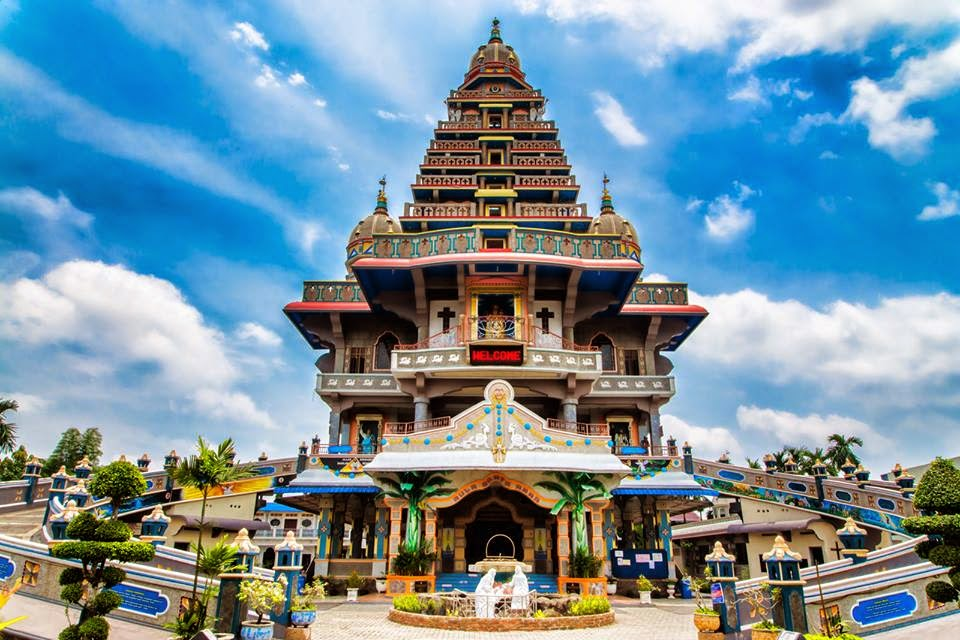
Sanctuaire Notre-Dame de la Bonne Santé (Graha Maria Annai Velangkanni).
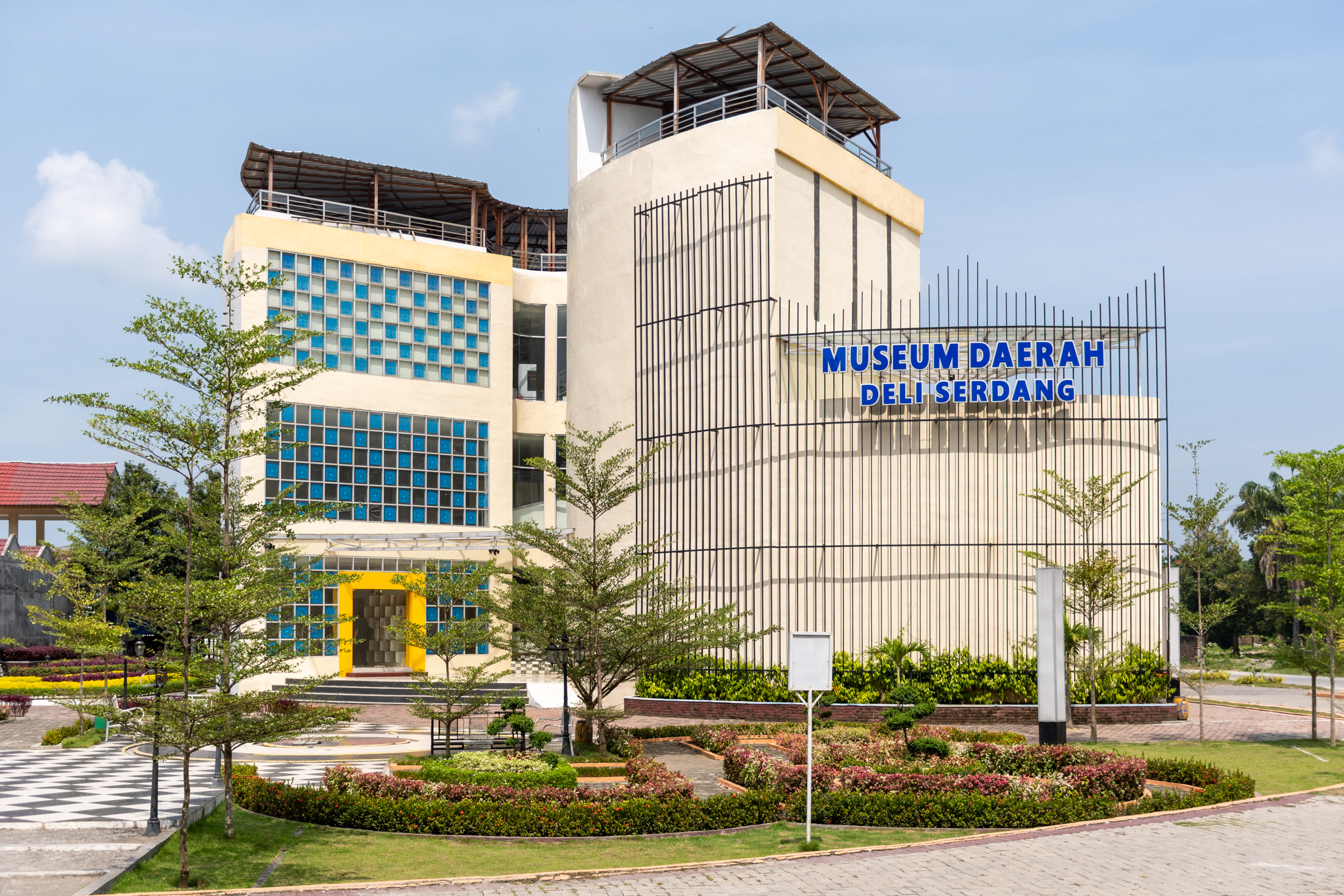
Musée régional historique et culturel Deli Serdang.
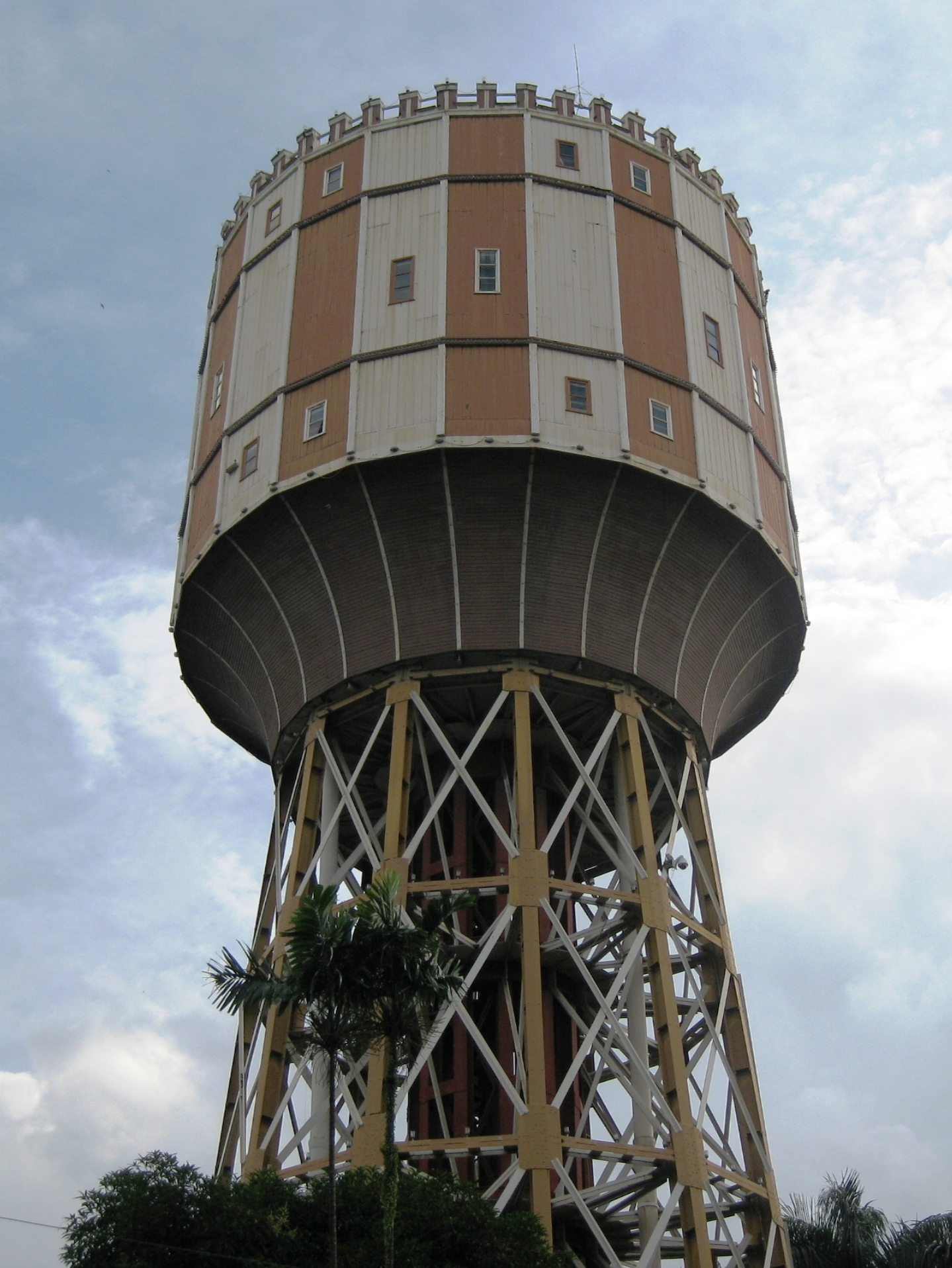
Tour Tirtanadi.

## Source
- (en) Cet article est partiellement ou en totalité issu de l’article de Wikipédia en anglais intitulé « Medan » (voir la liste des auteurs).